# Station Belfort-Montbéliard TGV
Station Belfort-Montbéliard TGV is een spoorwegstation in de Franse gemeente Meroux-Moval.

## Treindienst
| Serie           | Treinsoort             | Route | Bijzonderheden                                                                             |
| --------------- | ---------------------- | --- | ------------------------------------------------------------------------------------------ |
| TGV 6700        | TGV (SNCF)             | Paris-Lyon – Montbard – Dijon-Ville – Besançon Franche-Comté TGV – Belfort-Montbéliard TGV – Mulhouse-Ville |                                                                                            |
| Lyria 9200      | TGV Lyria (SNCF / SBB) | Paris-Lyon – [ Belfort-Montbéliard TGV – ] / [ Dijon-Ville – ] Mulhouse-Ville – Basel SBB – [ Zürich HB ] / [ Olten – Bern ] | Een trein naar Bern.                                                                       |
| TGV 9580 ICE 84 | TGV (SNCF)             | Marseille Saint-Charles – Aix-en-Provence TGV – Avignon TGV – Lyon-Part-Dieu – Chalon-sur-Saône – Besançon Franche-Comté TGV – Belfort-Montbéliard TGV – Mulhouse-Ville – Strasbourg-Ville – Baden-Baden – Karlsruhe Hbf – Mannheim Hbf – Frankfurt (Main) Hbf |                                                                                            |
| TGV 9800        | TGV (SNCF)             | [ Luxemburg – Thionville – Metz-Ville – Strasbourg-Ville – Mulhouse-Ville – Belfort-Montbéliard TGV – Besançon Franche-Comté TGV – Dijon-Ville – Mâcon-Ville – ] / [ Brussel-Zuid – Lille-Europe – Arras – TGV Haute-Picardie – Aéroport Charles-de-Gaulle 2 TGV – [ Champagne-Ardenne TGV – Meuse TGV – Lorraine TGV – Strasbourg-Ville ] / [ Marne-la-Vallée - Chessy – [ Massy TGV – Le Mans – [ Laval – Rennes ] / [ Angers-Saint-Laud – Nantes ] ] / [ Creusot TGV – ] Lyon-Part-Dieu – [ Avignon TGV – Marseille Saint-Charles ] / [ Montpellier-Saint-Roch – Perpignan ] ] | Dagelijkse verbinding met Montpellier en Marseille. Perpignan - Brussel tweemaal per week. |